# Ian Bridge
Ian Christopher Bridge (Victoria, 18 settembre 1959) è un allenatore di calcio ed ex calciatore canadese, di ruolo difensore.

## Carriera

### Nazionale
Ha partecipato, con la nazionale canadese ai Giochi olimpici del 1984, ed ha preso parte, sul finire della sua carriera, alla spedizione canadese qualificatasi alla fase finale del campionato del mondo 1986 ed alla CONCACAF Gold Cup 1991.